# Arthur Ayrault
Arthur Ayrault (Long Beach, 21 giugno 1935 – Seattle, 24 febbraio 1990) è stato un canottiere statunitense, medaglia d'oro nel due con di canottaggio ai Giochi olimpici di Melbourne 1956 e nel quattro senza a quelli di Roma 1960.

## Palmarès
| Anno | Manifestazione  | Sede      | Evento        | Risultato |
| ---- | --------------- | --------- | ------------- | --------- |
| 1956 | Giochi olimpici | Melbourne | Due con       | Oro       |
| 1960 | Giochi olimpici | Roma      | Quattro senza | Oro       |